# DSA-307
La DSA-304 es una carretera perteneciente a la Red Secundaria de la Diputación Provincial de Salamanca que une las carreteras  N-620  y  SA-215 .
También pasa por la localidad de San Muñoz.

## Origen y Destino
La carretera  DSA-307  tiene su origen en Aldehuela de la Bóveda en la intersección con la carretera  N-620 , y termina en la intersección con la carretera  SA-215  en Tamames, formando parte de la Red de carreteras de Salamanca.